# Valsartan
Valsartan, được bán dưới tên thương mại Diovan và các tên thương mại khác, là một loại thuốc dùng để điều trị tăng huyết áp, suy tim và bệnh thận đái tháo đường. Đó là một điều trị ban đầu hợp lý cho tăng huyết áp. Thuốc được dùng qua đường uống. Có các phiên bản có sẵn dưới dạng kết hợp valsartan/hydrochlorothiazide và valsartan/amlodipine.
Các tác dụng phụ thường gặp bao gồm cảm thấy mệt mỏi, chóng mặt, tăng kali máu, tiêu chảy và đau khớp. Các tác dụng phụ nghiêm trọng khác có thể bao gồm các vấn đề về thận, huyết áp thấp và phù mạch. Sử dụng trong thai kỳ có thể gây hại cho em bé và sử dụng khi không cho con bú. Đây là một chất đối kháng thụ thể angiotensin II và hoạt động bằng cách ngăn chặn tác dụng của angiotensin II.
Valsartan được cấp bằng sáng chế vào năm 1990 và được đưa vào sử dụng y tế vào năm 1996. Thuốc có sẵn dưới dạng thuốc gốc. Một tháng cung cấp ở Vương quốc Anh tiêu tốn của NHS khoảng 5 £ mỗi tháng kể từ năm 2019. Tại Hoa Kỳ, chi phí bán buôn của số thuốc này là khoảng 7,50 USD. Năm 2016, đây là loại thuốc được kê đơn nhiều thứ 92 tại Hoa Kỳ, với hơn 8 triệu đơn.

## Sử dụng trong y tế
Valsartan được sử dụng để điều trị tăng huyết áp, suy tim và giảm tử vong cho những người bị rối loạn chức năng tâm thất trái sau khi bị nhồi máu cơ tim.

### Huyết áp cao
Thuốc này là một điều trị ban đầu hợp lý cho tăng huyết áp so với thuốc ức chế men chuyển, thuốc chẹn kênh calci và thuốc lợi tiểu thiazide.

### Suy tim
Có bằng chứng mâu thuẫn liên quan đến việc điều trị cho những người bị suy tim bằng sự kết hợp của thuốc chẹn thụ thể angiotensin như valsartan và thuốc ức chế men chuyển angiotensin, với hai thử nghiệm lâm sàng chính cho thấy giảm tử vong và hai nghiên cứu khác cho thấy không có lợi ích gì, và hơn thế nữa tác dụng phụ bao gồm nhồi máu cơ tim, hạ huyết áp và rối loạn chức năng thận.

### Bệnh thận đái tháo đường
Ở những người mắc bệnh đái tháo đường loại 2 và huyết áp cao hoặc albumin niệu, valsartan được sử dụng để làm chậm sự xấu đi và sự phát triển của bệnh thận giai đoạn cuối.